# Bäurer
Die Bäurer AG war ein Softwareunternehmen mit Sitz in Hüfingen-Behla, das 1999 zum amtlichen Handel am Neuen Markt der Frankfurter Börse zugelassen wurde und im Dezember 2002 in die Insolvenz ging.

## Geschichte
Heinz Bäurer gründete die Bäurer AG im Jahr 1980 als Unternehmensberatung für Software. 1993 erwarb er die Rechte an der KIFOS-Software von der Firma DIGITAL Kienzle, ein Softwaresystem, das für die Verwaltung unterschiedlicher Unternehmensbereiche der mittelständischen Fertigungsindustrie bestimmt war. Er nannte darauf sein Unternehmen in Bäurer Unternehmensberatung und Software GmbH um. 1994 gründete er die Bäurer Systemhaus GmbH, um das ERP-System KIFOS direkt zu vertreiben.
Seit 1996 erwarb Heinz Bäurer eine Reihe von Softwareunternehmen oder beteiligte sich an diesen:
1996
- Mehrheitsbeteiligung an der Firma Microdata GmbH in Berlin mit ihrem Softwareprodukt MD PPS.

1998
- Übernahme der Rechte an der Software siCAI und CAI-NT der Firma CAI-Computeranwendung für die Industrie-Systemhaus GmbH in Rimpar
- Gründung einer Niederlassung in Galway, Irland
- Gründung der Bäurer BEOS Informations-Technologie GmbH, Wien, ein Joint Venture. Später umfirmiert in bäurer International GmbH
- Erwerb der GEDOS GmbH, Hannover
- Gründung der Bäurer Trade GmbH
- Gründung der Bäurer Cargo GmbH
- Erwerb der GSC GmbH, Konstanz, mit deren Niederlassungen in Münsingen und Kempten
- Erwerb der BOG Peter Schmidt GmbH in Kiel mit deren Systemhäusern in Rimpar und Magdeburg

## Bäurer AG
1998 wurde die Bäurer Unternehmensberatung und Software GmbH in die Bäurer AG umgewandelt. Die Bäurer International Inc., USA, wird gegründet, mit der ein Aufbau eines Auslandsgeschäftes begann. In diesem Jahr erzielte das Unternehmen einen Umsatz von 31,6 Mio. DM und wies einen Verlust vor Steuern von 4,9 Mio. DM aus.

### Börsenzulassung
Im Dezember 1999 wurden die Aktien der Bäurer AG zum amtlichen Handel am Neuen Markt der Frankfurter Börse zugelassen.
6,5 Mio. auf den Inhaber lautende Stückaktien mit einem rechnerischen Anteil am Grundkapital von 1 Stück pro Aktie wurden zum Verkauf angeboten. Der Ausgabekurs für eine Stückaktie betrug 21 DM. Der Börsengang wurde von 5 Banken unter der Führung der Landesbank Baden-Württemberg begleitet. An der Börse konnten nur 1,4 Mio. Aktien platziert werden, die einen Erlös von 29,7 Mio. DM erbrachten. Das waren nur 22 % des Grundkapitals. Der Erlös diente im Wesentlichen zur Abdeckung der im Jahr 1999 entstandenen Verluste und für zukünftige Akquisitionen von Unternehmen.

### Weitere Akquisitionen
Die Bäurer AG setzte nun ihre Akquisitionen im Ausland fort.
Das Jahr 2000 brachte:
- Gründung von zwei Gemeinschaftsunternehmen in Indien mit der indischen Gesellschaft Nirma in Ahmedabad
- Gründung der Bäurer International S.A. in Barcelona, Spanien
- Erwerb der “Distribution Solutions” der AC Service GesmbH Österreich für
- Erwerb der SATROSYS AG, Schweiz
- Beteiligung an der Quantum Sp. z o.o. in Warschau, Polen.

Mit der vorstehenden Aufzählung sind nicht alle Tochter- und Beteiligungsgesellschaften erfasst. Insgesamt waren es im Dezember 2002 27 Gesellschaften.

## Insolvenzverfahren

### Fehlgeschlagene Sanierung
Bereits im Jahr 2001 befindet sich das Unternehmen in akuten wirtschaftlichen, finanziellen Schwierigkeiten. Die Unternehmensberatung Roland Berger wurde mit der Erarbeitung eines Sanierungskonzeptes beauftragt. Das Grundkapital wurde durch Einbringung von 49 Prozent der SWP-Irma Software Partner GmbH um 136 667 Stückaktien erhöht. Weiterhin erfolgte eine Barkapitalerhöhung von 1,7 Mio. Euro. Die Landesbank Baden-Württemberg verzichtet auf Kreditforderungen von 7,7 Mio. Euro.
Im Sommer 2002 wurden Verhandlungen mit Investoren geführt, die in ein Memorandum of Understanding mündeten. Wesentlicher Bestandteil des Memorandums war eine Brückenfinanzierung bis zu einer geplanten außerordentlichen Hauptversammlung im Oktober 2002. Nachdem die Brückenfinanzierung gescheitert war, stellte der Vorstand auf Drängen des Aufsichtsrates am 23. Oktober 2002 beim Amtsgericht Villingen-Schwenningen Antrag auf Eröffnung des Insolvenzverfahrens.

### Insolvenzeröffnung
Der Stuttgarter Rechtsanwalt Dr. Volker Grub wurde als Insolvenzverwalter bestellt. Das Insolvenzverfahren wurde am 1. Dezember 2002 eröffnet. Grub stellte fest, dass die Bäurer AG selbst nicht mehr zu sanieren war. Der Umsatz des Jahres 2001 belief sich auf 38,9 Mio. Euro, der Jahresfehlbetrag auf 23,2 Mio. Euro. Dazu kam der Verlustvortrag aus dem Jahr 2001 von 11,8 Mio. Euro, so dass sich der Gesamtverlust auf 35 Mio. Euro belief.
Grub ermittelte 17 Tochtergesellschaften und 21 Beteiligungsgesellschaften mit Beteiligungsansätzen zwischen 7 % und 90 %. In 17 großen Städten in Deutschland befanden sich Niederlassungen. Sieben der Tochtergesellschaften stellten ebenfalls Insolvenzantrag. Im Konzern wurden 632 Mitarbeiter beschäftigt. Zum Zeitpunkt des Börsenganges waren es 995 Arbeitnehmer gewesen. Der Börsengang im Dezember 1999 war nur aufgrund der Euphorie des Neuen Marktes zu verstehen.

### Sanierungsmaßnahmen
Grub erarbeitete zusammen mit der Unternehmensberatung MCB Budde & Berger, Beilstein, ein Sanierungskonzept, das nur noch vorsah, Wartungs- und Dienstleistungen für rund 1.750 bestehende Kundenverträge zu erbringen. Weiterhin sollte das Unternehmen sich auf das Kerngeschäft ihrer ERP-Software beschränken. Die Auslandstätigkeit sollte auf die deutschsprachigen Länder Deutschland, Österreich und Schweiz beschränkt werden.
Unter Mitwirkung der Führungskräfte Dietmar J. Reinhard, Stefan Schulig und Markus Wild wurde das Sanierungskonzept innerhalb von wenigen Monaten umgesetzt. Die Vielzahl der Tochter- und Beteiligungsgesellschaften wurden aufgegeben. Nur die Tochtergesellschaften in der Schweiz und Österreich wurden beibehalten. Die Serviceniederlassungen wurden auf die Standorte Berlin, Dortmund, Dresden und Hamburg beschränkt. Insgesamt sah das Konzept noch eine Belegschaft von 156 Mitarbeitern vor.
Nachdem die Geschäftsräume in Behla nach der Personalreduktion viel zu groß und auch zu teuer waren, gelang es, neue Geschäftsräume in Donaueschingen zu mieten. Dorthin verlegte Grub am 15. Juni 2003 den Sitz des Unternehmens.

### Übernahme durch AdAstra
19 deutsche Softwareunternehmen meldeten Interesse an einer Übernahme von Bäurer an. Grub einigte sich am 8. August 2003 mit der Münchner Beteiligungsgesellschaft AdAstra Venture Consult GmbH.
Die Übernahme durch AdAstra erfolgte in der Weise, dass Grub zunächst eine Auffanggesellschaft mit der Firmierung Bäurer GmbH mit Sitz in Donaueschingen gründete. Die Gesellschaftsanteile dieser GmbH übernahm AdAstra. Diese Gesellschaft erwarb sodann die für die Betriebsfortführung notwendigen Assets der Bäurer AG. Für den zu erwarteten Kaufpreis stellte AdAstra eine Bankbürgschaft. Zusätzlich erwarb AdAstra die Aktien der Bäurer (Schweiz) AG und der österreichischen bäurer International GesmbH, Wien. Die zu diesem Zeitpunkt noch beschäftigten 143 Arbeitnehmer wurden übernommen.
Die Übernahme erfolgte zum 1. September 2003. Die Geschäftsführung nahmen die Bäurer-Führungskräfte Dietmar Reinhard, Stefan Schulik und Markus Wild wahr.

### Ende des Insolvenzverfahrens
Grub beendete das Insolvenzverfahren im Jahre 2007. Insolvenzgläubiger mit Forderungen von 29 Mio. Euro erhielten eine Zahlungsquote von 2,95 %.

## Sage bäurer GmbH
Die bäurer GmbH entwickelte sich erfolgreich, sodass AdAstra bereits im Jahr 2006 das Unternehmen an die weltweit agierende britische Sage Group veräußern konnte. Die bäurer GmbH beschäftigte 135, bäurer (Schweiz) AG 14 und bäurer International GesmbH 29 Mitarbeiter.
Das Unternehmen in Donaueschingen firmiert heute unter Sage bäurer GmbH, beschäftigt 230 Mitarbeiter, davon 57 Vollzeitprogrammierer, hat vier Niederlassungen und ein eigenes Vertriebsnetz.